# Ousmane Tanor Dieng

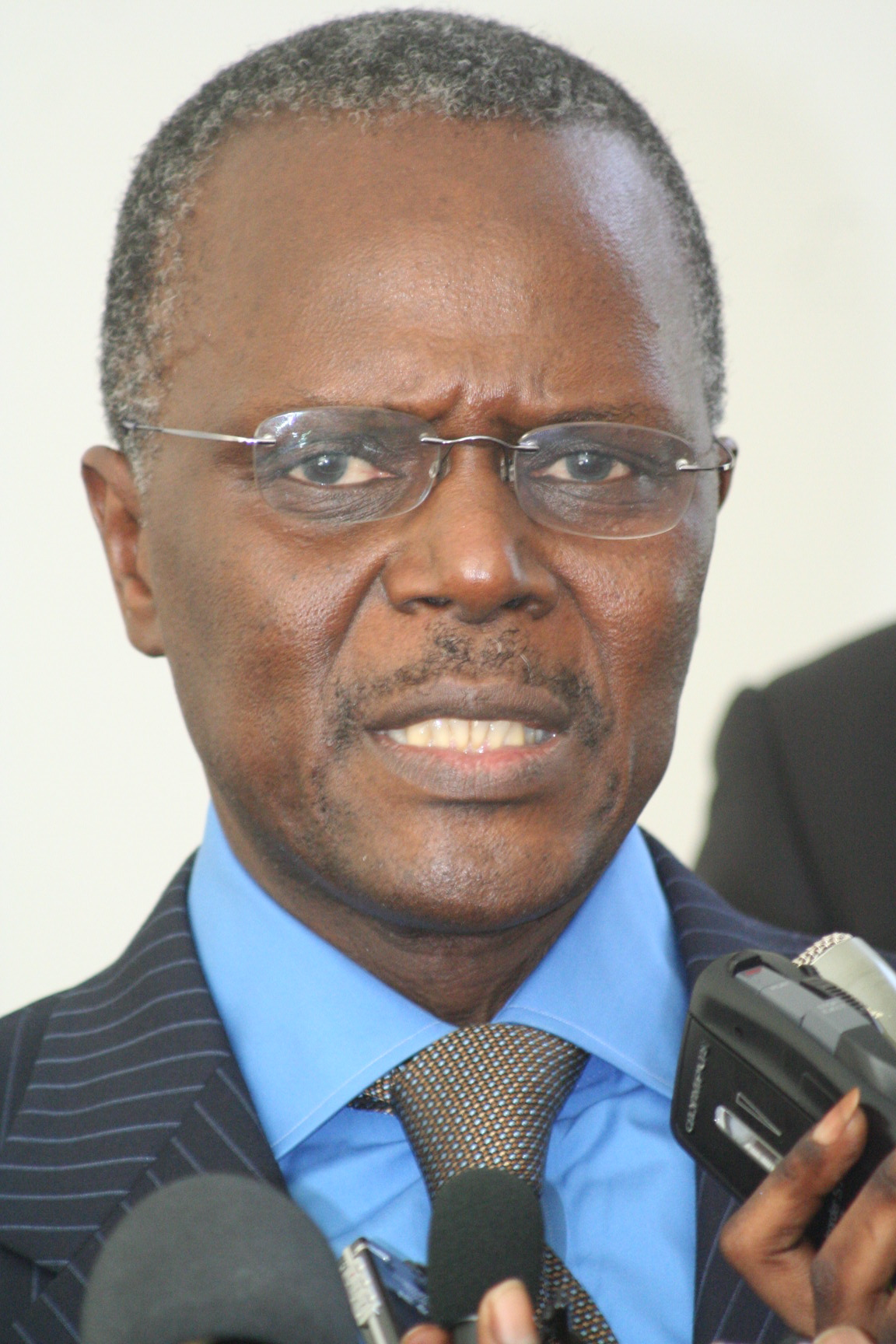
Ousmane Tanor Dieng 2008

Ousmane Tanor Dieng (* 2. Januar 1947 in Nguéniène, Département Mbour, Senegal; † 15. Juli 2019 in Bordeaux, Frankreich) war ein senegalesischer Politiker. Er war seit 1996 Generalsekretär der Parti Socialiste (PS) und Präsident des Haut conseil des collectivités territoriales (HCCT), in dem alle kommunalen Gebietskörperschaften des Landes vertreten sind.

## Leben
Als  Absolvent der École nationale d’administration trat Ousmane Tanor Dieng 1976 als Berater für internationale Angelegenheiten in den Dienst des Außenministeriums. Schon 1978 saß er als diplomatischer Berater im Präsidialkabinett von Léopold Sédar Senghor. Dessen Nachfolger Abdou Diouf wurde sein Mentor und förderte seine Karriere nachhaltig. Er machte ihn zum Minister und führte ihn in die Spitzenpositionen der PS. Seit 1996 war Dieng einer der Vizepräsidenten der Sozialistischen Internationale. Nach dem Machtwechsel von 2001 war Dieng Vorsitzender der PS-Fraktion in der Assemblée nationale du Sénégal. Bei der Präsidentschaftswahl in Senegal 2007 trat er als Kandidat an, kam aber knapp hinter Idrissa Seck als Drittplatzierter nicht in die Stichwahl gegen Abdoulaye Wade. Bei der Präsidentschaftswahl in Senegal 2012 trat er erneut als Kandidat an, kam aber als Viertplatzierter nicht in die Stichwahl gegen Macky Sall, den er seitdem politisch unterstützte.
Seit April 2019 schwer erkrankt, starb Ousmane Tanor Dieng am 15. Juli 2019 in Bordeaux. Staatspräsident Macky Sall und viele andere Persönlichkeiten des öffentlichen Lebens, darunter auch der malische Präsident Ibrahim Boubacar Keïta und der Chilene Luis Ayala, Generalsekretär der Sozialistischen Internationale (SI), waren auf dem Rollfeld vor dem Präsidentenpavillon des Aéroport international Blaise Diagne zugegen, als die Sondermaschine des Präsidenten aus Paris eintraf, die den Verstorbenen in sein Heimatland zurückführte. Sall würdigte seinen politischen Verbündeten Ousmane Tanor Dieng als einen unermüdlichen Diener des Staates, einen erstklassigen Politiker, einen zuverlässigen Freund und Ratgeber, einen Mann von Güte und Großzügigkeit, von Disziplin und Höflichkeit.